# جوائز دوريان

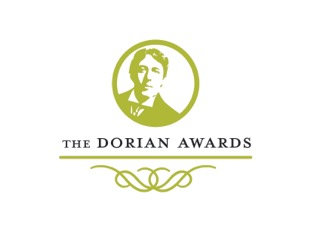
شعار جوائز دوريان

جوائز دوريان (بالإنجليزية: Dorian Awards) هي الجوائز السينمائية والتلفزيونية التي تقدمها جاليكا GALECA: جمعية نقاد الترفيه LGBTQ التي تأسست في عام 2009 باسم جمعية نقاد الترفيه للمثليين، والسحاقيات. جاليكا هي جمعية للصحفيين والنقاد المحترفين الذين يقدمون تقارير منتظمة عن الأفلام، و/ أو التلفزيون لوسائل الإعلام المطبوعة، والإلكترونية، والبث في الولايات المتحدة، وكندا، وأستراليا، والمملكة المتحدة. أدرجت جاليكا اعتبارًا من مايو 2021، حوالي 285 عضوًا. تُمنح الجوائز تقديرًا لأفضل الأفلام السينمائية، والتلفزيونية، والأداء للسنة التقويمية السابقة، مع فئات تتراوح من العامة إلى المتمحورة حول LGBTQ.

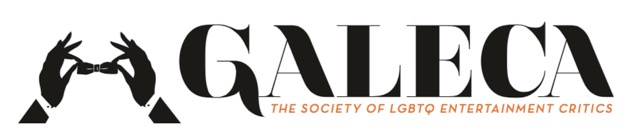
جمعية للصحفيين والنقاد المحترفين

تم تسمية «جائزة دوريان» تكريما للكاتب أوسكار وايلد، في إشارة إلى روايته "صورة دوريان جراي"، وكانت الجائزة الأصلية عبارة عن شهادة بسيطة مع صورة للمؤلف والكاتب المسرحي الشهير، إلى جانب رسم للأيدي ممسكة بقطعة ربطة عنق سوداء.
أعيد تصميم الجائزة في عام 2019، لتقليد بطاقة جديدة. منذ أول عرض خاص لجوائز المجموعة التلفزيونية «تلفزيون دوريان توست 2020»، تلقى الفائزون صورة مصورة صغيرة لأنفسهم، أو مشهدًا لا يُنسى من مشروعهم. خلال انعقاد «تلفزيون دوريان توست 2020» الخاص بجاليكا (بث 18 أبريل 2021)، قالت الممثلة كاري موليجان، في قبولها جائزة أفضل فيلم للمجموعة، جائزة الممثلة عن عملها في فيلم «واعدة شابة Promising Young Woman»: «أن دوريان قد يكون أروع جائزة حصلت عليها على الإطلاق».
(ال جي بي تي LGBTQ) (مجتمع المثليات والمثليين ومزدوجي الميول الجنسية والمتحولين والمتحولات جنسيًا).

## وصلات خارجية
https://galeca.org/ جوائز دوريان
https://www.imdb.com/title/tt9620292/ جوائز دوريان
https://ok2bme.ca/resources/kids-teens/what-does-lgbtq-mean/ نسخة محفوظة 25 يونيو 2021 على موقع واي باك مشين. جوائز دوريان